# Świnoujście Warszów
Świnoujście Warszów – przystanek osobowy w Świnoujściu, w dzielnicy Warszów w województwie zachodniopomorskim, 1,6 km od stacji kolejowej Świnoujście.

## Ruch pasażerski
| Rok  | Wymiana pasażerska na dobę |
| ---- | -------------------------- |
| 2017 | 20-49                      |
| 2022 | 20-49                      |

Przystanek wybudowany został dla nieistniejącego już PPDiUR Odrą, przez co do czerwca 2013 nazywał się Świnoujście Odra. Przez przystanek przebiega dwutorowa zelektryfikowana linia kolejowa Szczecin Dąbie – Świnoujście. Na przystanku zatrzymują się wyłącznie pociągi osobowe. W latach 2020–2021 podczas przebudowy odcinka Świnoujście Przytór – Świnoujście z jednotorowego na dwutorowy dobudowano drugi peron.
Obok stacji przechodzi  E9 Szlak Nadmorski im. dr. Czesława Piskorskiego (Świnoujście→ Międzyzdroje).

## Galeria

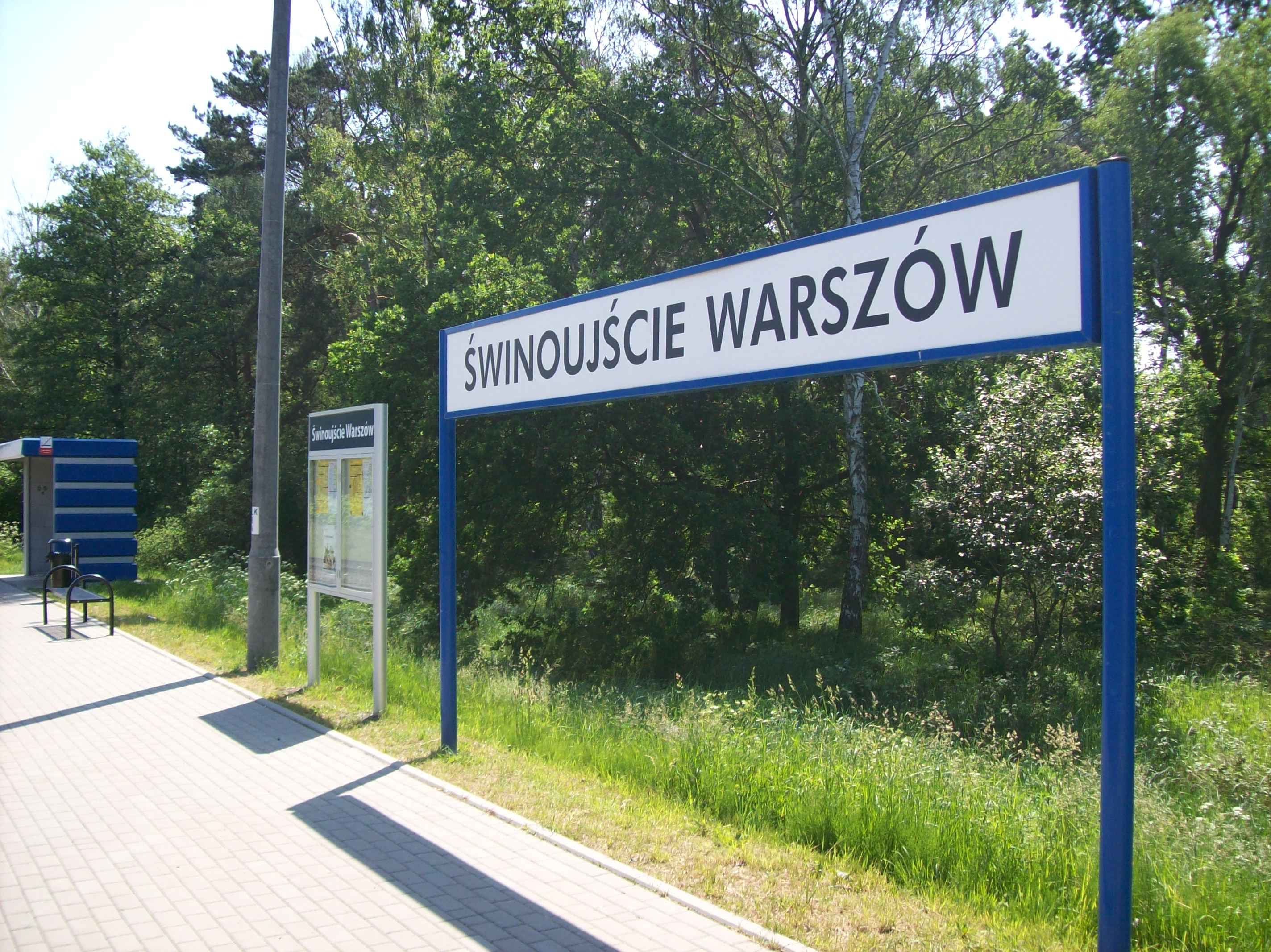
Tablica stacyjna na przystanku Świnoujście Warszów
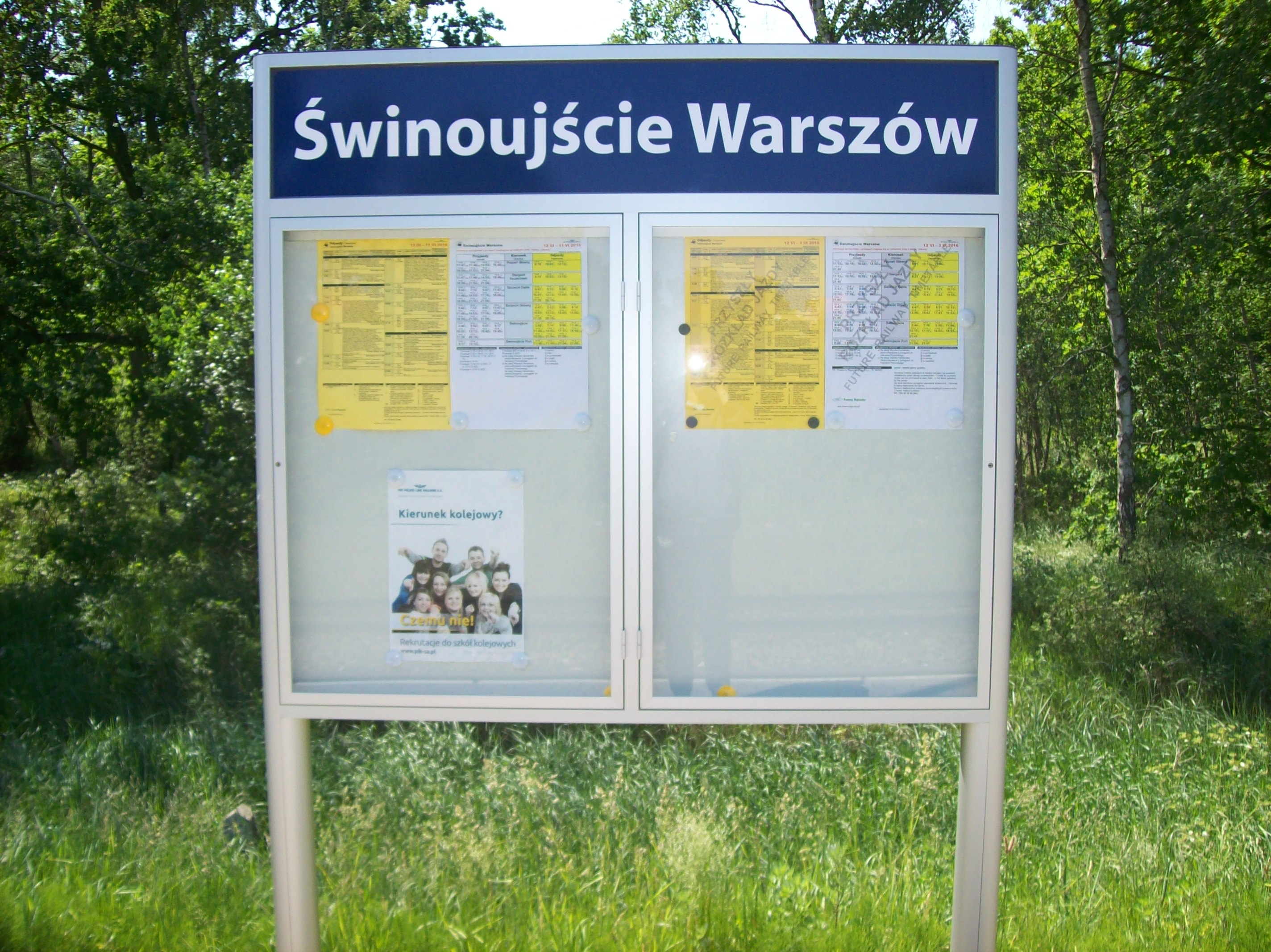
Tablica z rozkładem jazdy na przystanku kolejowym Świnoujście Warszów
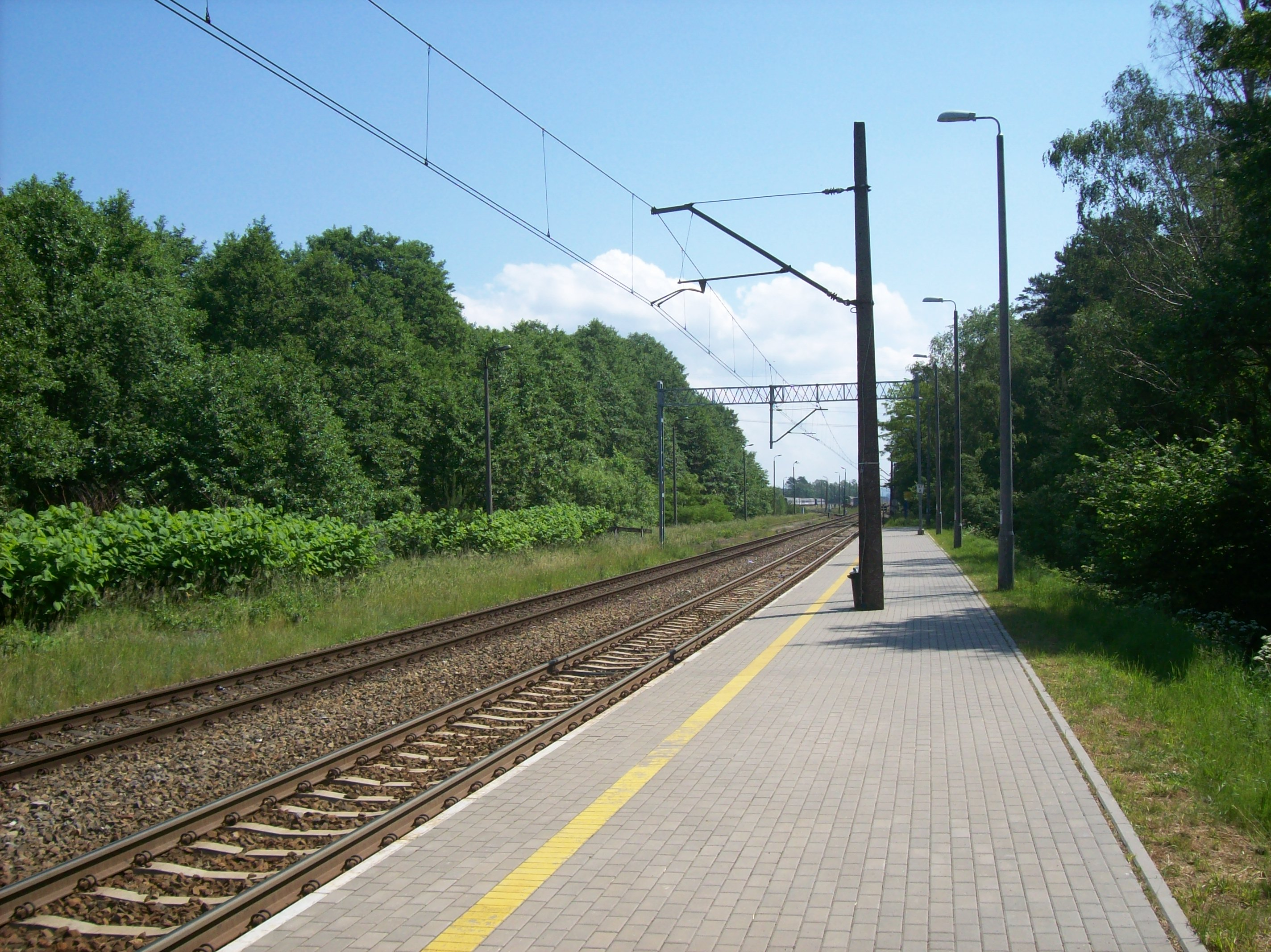
Peron przystanku kolejowego Świnoujście Warszów